# Renato Locchi
Renato Locchi (Umbertide, 13 novembre 1947) è un politico italiano, sindaco di Perugia dal 1999 al 2009.

## Biografia
Nativo di Umbertide, in provincia di Perugia, nel 1967 si iscrive al Partito Comunista Italiano per il quale ricopre incarichi di direzione politica negli organismi locali e nazionali.
Alle elezioni amministrative del 1975 si candida al consiglio comunale di Perugia, dove viene eletto, ricoprendo successivamente la carica di assessore al bilancio, alle risorse umane e all'urbanistica, oltre quella di vicesindaco dal 1987 al 1995.
Si candida alle elezioni regionali in Umbria del 1995 col PDS (le prime con il sistema a suffragio universale), nella mozione di Bruno Bracalente, venendo eletto in consiglio regionale dell'Umbria, e successivamente viene nominato assessore allo sviluppo economico prima e alla Sanità poi, ricoprendo gli incarichi fino ad aprile 1999.
Alle elezioni amministrative del 1999 viene eletto al primo turno sindaco di Perugia con il 58,6% dei voti. Viene riconfermato nelle amministrative del 2004, ottenendo al primo turno il 66% dei suffragi.
È stato sindaco durante la realizzazione del Minimetrò nel 2008, e la creazione della cosiddetta "Sesta porta" nella zona di Pian di Massiano, il trasferimento dell'ex-polo ospedaliero Policlinico di Monteluce presso l'Ospedale Santa Maria della Misericordia di Perugia (ex-ospedale 'Raffaello Silvestrini') nel 2007 nell'ambito del Piano Regionale, e la creazione di una Sala del Commiato per esequie laiche nel Cimitero monumentale di Perugia (2005). 
Eletto nel Consiglio regionale dell'Umbria alle elezioni regionali del 2010, che hanno portato alla vittoria Catiuscia Marini, è stato nominato capogruppo del Partito Democratico nello stesso Consiglio Regionale per la prima legislatura Marini (2010-2015). 